# Plansequenz
Eine Plansequenz (französisch plan-séquence, etwa: ‚Einstellung, die aus einer einzigen Sequenz besteht‘) ist eine Sequenz innerhalb eines Films, die nur aus einer einzigen, meist vergleichsweise langen Einstellung besteht und eine abgeschlossene Handlung ohne Schnitte zeigt. Die Szenenänderungen, die die klassischen Schnitte ersetzen, werden entweder durch passend inszenierte Auftritte der Darsteller erreicht (das kann sogar mit einer starren, also unbewegten, Kameraposition sein), durch Ortsveränderungen innerhalb des Filmsets oder beides in Kombination. Hierbei wird das Geschehen meist durch den Einsatz einer Kamerafahrt unterstützt, was auch in der früher gebräuchlichen Bezeichnung Horizontalmontage deutlich wird.

## Etymologie
Der französische Begriff plan entspricht im Deutschen der Einstellung, also einer einzigen Aufnahme mit einer Filmkamera.
Der französische Begriff plan-séquence wird im Deutschen seltener mit dem eigentlich klareren Begriff der „Sequenzeinstellung“ übersetzt.

## Gestaltungsmittel
Die Plansequenz als solche legt noch keine bestimmte Dramaturgie fest, unterstützt aber die Inszenierung einer Szene. So kann sie z. B. durch den Nur-wenig-geschieht-Effekt, gerade in Verbindung mit einer starren Kameraposition, für den Zuschauer eine melancholische Stimmung hervorrufen (Lichter der Großstadt) wie auch durch den Dauernd-passiert-irgendwas-Effekt (Mein Onkel) eine eher komödiantische Empfindung auslösen. Königsdisziplin der Plansequenz ist der Lange-geschieht-nichts-Effekt; hier wird eine ungeheure Spannung aufgebaut (Der unsichtbare Dritte).
Eine besondere Herausforderung für Regisseure sind Szenen, die im fertigen Film wie Plansequenzen aussehen sollen, aus bestimmten Gründen am Filmset aber nicht durchgeführt werden können. Dazu zählt Cocktail für eine Leiche. Wegen der begrenzten Länge einer Filmrolle (35 mm Kameranegative sind auf 300 m konfektioniert, was etwa 10 Minuten entspricht) gestaltete Alfred Hitchcock bestimmte Übergänge optisch so (Kamerazufahrt aus der Szene auf ein Bild, Kamerastopp und nach dem Schnitt Kamerarückfahrt vom Bild in die Szene zurück, also de facto ein unsichtbarer Stopptrick), dass der tatsächliche harte Schnitt nicht als solcher zu erkennen ist. Wesentlich ausgeklügelter ist die Alarmszene in Das Boot; hier lag die Beschränkung nicht in der Rollenlänge des Films, sondern darin, dass der Kameramann wegen der Enge der originalgetreuen Kulisse des Innenraums des U-Bootes und der Einteilung in Schotte, nicht mit der Mannschaft durchstürmen konnte. So wurde die Szene in Takes gedreht und schnelle optische Übergangshilfen für die harten Schnitte eingesetzt (Vorhang, Overall für wenige Frames bildfüllend über Schwarz, dichter Rauch), die im fertigen Film den Eindruck erwecken, es handele sich um eine echte Plansequenz.
Eine Plansequenz wird beispielsweise eingesetzt, um den Schauspielern – ähnlich dem Theater – mehr Raum zum Spielen zu geben. Ihr Spiel kann sich dadurch in einem Fluss entfalten. Die Szene wird dabei nicht „klassisch“ in einzelne Shots zerlegt, die jeweils nur ein kleines Stück der Szene repräsentieren und erst am Schneidetisch zur Szene verbunden werden.
Bei der Produktion von Musikvideos wird auch von One-Shot gesprochen, wenn keine einzelnen Takes gedreht werden. Das Video kann dabei auch turbulente Szenenwechsel enthalten. Überraschende Kamerabewegungen, Tanzauftritte, Lichteffekte manchmal in Verbindung mit Bühnennebel oder Trockeneis, Pyrotechnik oder auch Effekte der Postproduktion können dabei Schnitte ersetzen. Trotzdem besteht ein One-Shot aus einer einzigen durchgängig gedrehten, also auch später ungeschnittenen Einstellung und ist damit auch eine Plansequenz. Ein Video, das komplett aus einem Oneshot besteht, wird One-Shot-Video oder One-Cut-Video genannt.

## Funktion
Zu den europäischen Regisseuren, die Plansequenzen als erzählerisches Mittel einsetzten, gehörte der griechische Regisseur Theo Angelopoulos. In seinem Film Der Blick des Odysseus von 1995 dient eine Plansequenz dazu, zu zeigen, wie sich an einem Ort Geschichte und Gegenwart verbinden. Der Protagonist des Films (gespielt von Harvey Keitel) kehrt auf seiner Odyssee über den Balkan Anfang der 1990er Jahre in seine Geburtsstadt Constanța zurück und betritt das Haus seiner Kindheit, womit die Plansequenz beginnt. Hier wird er herzlich von seiner versammelten Familie (Mutter, Großeltern usw.) empfangen, befindet sich aber jetzt nicht mehr in den 1990er Jahren, sondern im Jahr 1944, kurz vor dem Ende des Zweiten Weltkriegs. Innerhalb der weiteren, insgesamt etwa zehnminütigen Sequenz betreten und verlassen Schauspieler (mit Ausnahme des Protagonisten) fortwährend die Szene, die teils von der sich bewegenden, hauptsächlich aber stehenden Kamera aufgenommen wird. Die Szene endet 1950 mit dem Exodus der Griechen aus Constanța. Die Familie versammelt sich für ein letztes Foto, für das dann ein Kind, das aus der Richtung der Kamera die Szene betritt, den Platz des Protagonisten einnimmt, der erst kurz zuvor die Szene in Richtung Kamera verlassen hat. Mit einer langsamen Fahrt auf das in der Mitte der Gruppe zwischen seinen Eltern stehende, in die Kamera blickende Kind endet die Sequenz.

## Beispiele
1948 brachte Hitchcock den 80-minütigen Spielfilm Cocktail für eine Leiche ins Kino, der im Wesentlichen aus nur fünf langen De-facto-Plansequenzen bestand. Die wegen des nur für jeweils zehn Minuten reichenden Filmvorrats in der Kamera notwendigen (technischen) Schnitte wurden dadurch kaschiert, dass am Ende einer Filmrolle die Kamera jeweils auf einen Gegenstand oder Darsteller nahe heranfuhr und sich – nach dem Wechsel der Filmrolle – wieder entfernte. Über dieses Experiment hinaus setzte Hitchcock oft Plansequenzen in seinen Filmen ein: u. a. die Vorstellung der Nachbarn und die dialoglose Einführung des Protagonisten in Das Fenster zum Hof und die langsame Fahrt vom Ort des Verbrechens auf die belebte Straße in Frenzy sowie in Jung und unschuldig und Berüchtigt.
Eines der berühmtesten Beispiele für eine Plansequenz ist der Anfang von Orson Welles’ Im Zeichen des Bösen (1958).
Als großer Meister der Plansequenz gilt der Nouvelle-Vague-Regisseur Jean-Luc Godard. Meisterhafte Beispiele von endlos langen Plansequenzen finden sich in seinem Film Die Verachtung (1963, mit Brigitte Bardot und Michel Piccoli).
Auch Michelangelo Antonioni nutzte dieses filmische Mittel 1975 eindrucksvoll in Beruf: Reporter.
In vielen Filmen des sowjetischen Regisseurs Andrei Tarkowski, z. B. Nostalghia (1983) und Opfer (1986), spielen Plansequenzen sowohl für die Handlung als auch für die Wirkung eine zentrale Rolle.
Von Tarkowski inspiriert, setzte der ungarische Regisseur Béla Tarr ab 1982 seine Filme mit langen Einstellungen um, die nicht selten eine ganze 35-mm-Rolle dauerten.
In dem Film GoodFellas – Drei Jahrzehnte in der Mafia (1990) wurde mit der Szene „A Night at the Club“ die bekannteste und bis dahin längste zusammenhängende Sequenz mittels Steadicam aufgezeichnet.
Ironisiert wird das Prinzip der Plansequenz in Robert Altmans The Player (1992). Der Film eröffnet mit einer siebenminütigen Einstellung, in der er das rastlose Treiben auf einem Hollywood-Studiogelände etabliert und einen der Protagonisten gebetsmühlenartig Orson Welles’ Plansequenz in Im Zeichen des Bösen als Fanal gegen die moderne Unsitte des schnellen Schnitts hochhalten lässt.
Mit Russian Ark drehte der russische Regisseur Alexander Sokurow 2002 den ersten abendfüllenden Spielfilm in einer einzigen Einstellung. Durch die Fortschritte in der Videotechnik war es möglich, den kompletten Film auf einem Festplattenlaufwerk aufzuzeichnen.
Gaspar Noés rückwärts erzählter Skandalfilm Irreversibel (2002) besitzt eine scheinbare Schnittlosigkeit, die unter Zuhilfenahme moderner Tricktechnik vorgenommen wurde.
Ähnlich trickreich entstanden zum Teil über 6 Minuten lange Takes in Alfonso Cuaróns Children of Men (2006).
Ein weiterer Film, der komplett aus einem einzigen Take zu bestehen scheint, ist Birdman oder (Die unverhoffte Macht der Ahnungslosigkeit) (2014) des Regisseurs Alejandro González Iñárritu. Tatsächlich befinden sich in Birdman jedoch mehrere Schnitte, die durch komplettes Schwarzbild, Zeitraffersequenzen oder andere technische Effekte kaschiert wurden.
2015 schuf Sebastian Schipper mit Victoria einen fast 140 Minuten langen Spielfilm, der komplett in einer einzigen Plansequenz realisiert wurde. Dabei wurden viele Dialoge und Szenen improvisiert. Nach diversen Proben wurde dreimal der komplette Film am Stück gedreht, die finale Fassung wurde in einem Stück gelassen.
Der 2013 in Venedig uraufgeführte 134-minütige Film Fish & Cat wurde zwar in einer einzigen Plansequenz gedreht, erzählt die Ereignisse aber dennoch nicht in chronologischer Reihenfolge.
Ein weiteres Beispiel stellt der norwegische Spielfilm Utøya 22. Juli von Erik Poppe aus dem Jahr 2018 dar. Dieser erzählt in 72 ungeschnittenen Filmminuten die Perspektive der Opfer während des Anschlages auf ein Ferienlager am 22. Juli 2011.
Am 19. Januar 2017 drehte Woody Harrelson als Regisseur, Drehbuchautor und Hauptdarsteller den 1 Stunde und 43 Minuten langen Film Lost in London. Inhaltlich basiert der Film auf Erlebnissen, die Harrelson in London gemacht hat. Technisch ist er der erste Film, der nicht nur als Plansequenz in einer ununterbrochenen Einstellung produziert wurde, sondern auch gleichzeitig als Liveübertragung in ausgewählten Kinos angesehen werden konnte.
Ähnlich wie bei Birdman arbeiteten Sam Mendes (Regie) und Roger Deakins (Kamera) 2019 für den Spielfilm 1917.
Ein klassischer Vertreter des aus einer Plansequenz bestehenden Musikvideos ist das Video zu dem Song Unfinished Sympathy (1991) der britischen Band Massive Attack von Baillie Walsh.